# Diocese de Quilmes
A Diocese de Quilmes (em latim: Diœcesis Quilmensis) é uma diocese localizada na cidade de Quilmes com uma área de 503 Km² possui 1.170.037 habitantes dos quais 80% é católico. Pertencente á Arquidiocese de Buenos Aires na Argentina e foi fundada em 19 de junho de 1976 pelo Papa Paulo VI.

## Lista de bispos
A seguir uma lista de bispos desde a criação da diocese.
|                 | Nome                              | Período   | Notas                             |
| Bispos          | Bispos                            | Bispos    | Bispos                            |
| --------------- | --------------------------------- | --------- | --------------------------------- |
| 3º              | Carlos José Tissera               | 2011–     | Atual                             |
| 2º              | Luis Teodorico Stöckler           | 2002–2011 |                                   |
| 1º              | Jorge Novak S.V.D.                | 1976–2001 |                                   |
| Bispo-coadjutor |                                   |           |                                   |
|                 | Gerardo Tomás Farrell             | 1997-2000 |                                   |
| Bispo-auxiliar  |                                   |           |                                   |
|                 | Eduardo Gonzalo Redondo Castanera | 2022-     | Atual                             |
|                 | Marcelo Julián Margni             | 2018-2021 | Nomeado Bispo de Avellaneda-Lanús |